# Lista de prefeitos de Irecê
Esta é a lista de prefeitos do município de Irecê, estado brasileiro da Bahia.
O cargo de prefeito no Brasil, foi criado em 11 de abril de 1835, pela assembleia provincial paulista, em reação aos amplos poderes conferidos pelo Código de Processo Criminal de 1832 às câmaras municipais. Seguiram o exemplo paulista seis províncias do nordeste brasileiro (Alagoas, Ceará, Maranhão, Paraíba, Pernambuco e Sergipe).
Sob a vigente ordem constitucional, essa designação é dada ao funcionário público do Poder Executivo municipal, que exerce seu cargo em função de uma legislatura (mandato), sendo para tanto eleito a cada quatro anos, podendo ser reeleito por mais 4 anos (segundo mandato).
Funções
O poder executivo municipal chefia a administração e comanda os serviços públicos, tendo como comandante o prefeito.
A partir da constituição brasileira de 1934, o cargo de prefeito passou a ser o único, em todo o Brasil, ao qual estão atribuídas as funções de chefe do poder executivo do governo local, em simetria aos chefes dos executivos da União e do estado, portanto, em forma monocrática. Este texto quer dizer que deverá haver harmonia e integração de ação entre as esferas envolvidas sem a intervenção de uma na outra, exceto nos casos previstos na Constituição Federal.
Eleições
O prefeito é eleito por sufrágio universal, secreto, direto, em pleito simultâneo em todo o País, realizado a cada quatro anos, no primeiro domingo de outubro.
E trinta dias após tem lugar o segundo turno, se o eleito em primeiro lugar não atingir 50% dos votos válidos mais um voto, no caso de municípios com mais de duzentos mil eleitores.
Conforme a legislação eleitoral atual no Brasil para tornar-se elegível, exige-se uma série de requisitos;
- Possuir nacionalidade brasileira ou portuguesa (neste caso, o cidadão português deve se encontrar amparado pelo Estatuto de Igualdade entre Portugueses e Brasileiros),
- Título de eleitor em dia e estar em gozo pleno do exercício dos direitos políticos,
- Domicilio eleitoral na circunscrição na qual o candidato se apresenta,
- Filiação partidária,
- Ser alfabetizado (tópico invalidado pela atual constituição brasileira de 1988),
- Desincompatibilização de cargo público — Se ocupa um cargo público deve sair seis meses antes das eleições e voltar caso possa só após seis meses ao pleito eleitoral,
- Renúncia de outro mandado até seis meses antes do pleito e não ser parente afim ou consangüíneo, até segundo grau, ou cônjuge de titular de cargo eletivo; pode, entretanto, ser candidato à reeleição (artigo 14 da Constituição),
- Ter idade mínima de 21 anos.

## Prefeitos
| N°  | Prefeito (a)                      | Foto                                | Partido                      | Partido                                          | Vice-prefeito (a)            | Partido                                          | Partido                                          | Início do Mandato                             | Fim do Mandato         | Observações |
| --- | --------------------------------- | ----------------------------------- | ---------------------------- | ------------------------------------------------ | ---------------------------- | ------------------------------------------------ | ------------------------------------------------ | --------------------------------------------- | ---------------------- | --- |
| 1°  | Aristides Rodrigues Moitinho      |                                     |                              | Partido Republicano Baiano PRB                   |                              |                                                  |                                                  | 16 de fevereiro de 1926                       | 31 de dezembro de 1927 | Intendente nomeado pelo Governador do Estado                                                                                   |
| 2°  | Teotonio Marques Dourado Filho    |                                     |                              | Partido Republicano Baiano PRB                   |                              |                                                  |                                                  | 1° de janeiro de 1928                         | 31 de dezembro de 1931 | Intendente nomeado pelo Governador do Estado                                                                                   |
| 3°  | Faustiano Lopes Ribeiro           |                                     |                              | Partido Republicano Baiano PRB                   |                              |                                                  |                                                  | 1° de janeiro de 1932                         | 30 de maio de 1933     | Intendente nomeado pelo Governador do Estado                                                                                   |
| 4°  | Antônio Bastos de Miranda         |                                     |                              | Partido Republicano Baiano PRB                   |                              |                                                  |                                                  | 31 de maio de 1933                            | 25 de outubro de 1936  | Intendente nomeado pelo Governador do Estado                                                                                   |
| 5°  | Antônio de Castro Dourado Primo   |                                     |                              | Partido Republicano Baiano PRB                   |                              |                                                  |                                                  | 26 de outubro de 1936                         | 25 de março de 1938    | Intendente nomeado pelo Governador do Estado                                                                                   |
| 6°  | Renério Justiniano Dourado        |                                     |                              | Partido Republicano Baiano PRB                   |                              |                                                  |                                                  | 26 de março de 1938                           | 4 de janeiro de 1948   | Intendente nomeado pelo Governador do Estado                                                                                   |
| 7°  | Mário Dourado Sobrinho            |                                     |                              | União Democrática Nacional UDN                   |                              |                                                  |                                                  | 5 de janeiro de 1948                          | 30 de janeiro de 1951  | Prefeito eleito em sufrágio universal                                                                                          |
| 8°  | Edivaldo Santos Lopes             |                                     |                              | União Democrática Nacional UDN                   |                              |                                                  |                                                  | 31 de janeiro de 1951                         | 30 de janeiro de 1955  | Prefeito eleito em sufrágio universal                                                                                          |
| 9°  | Deraldo da Silva Dourado          |                                     |                              | Partido Social Democrático PSD                   |                              |                                                  |                                                  | 31 de janeiro de 1955                         | 30 de janeiro de 1959  | Prefeito eleito em sufrágio universal                                                                                          |
| 10° | Antônio Cambui Primo              |                                     |                              | Partido Republicano PR                           |                              |                                                  |                                                  | 31 de janeiro de 1959                         | 30 de janeiro de 1963  | Prefeito eleito em sufrágio universal                                                                                          |
| 11° | Edivaldo Santos Lopes             |                                     |                              | Aliança Renovadora Nacional ARENA                |                              |                                                  |                                                  | 31 de janeiro de 1963                         | 30 de janeiro de 1967  | Prefeito eleito em sufrágio universal                                                                                          |
| 12° | Nobelino Moitinho Dourado         |                                     |                              | Aliança Renovadora Nacional ARENA                |                              |                                                  |                                                  | 31 de janeiro de 1967                         | 30 de janeiro de 1971  | Prefeito eleito em sufrágio universal                                                                                          |
| 13° | Edivaldo Santos Lopes             |                                     |                              | Aliança Renovadora Nacional ARENA                |                              |                                                  |                                                  | 31 de janeiro de 1971                         | 30 de janeiro de 1973  | Prefeito eleito em sufrágio universal                                                                                          |
| 14° | Ineny Nunes Dourado               |                                     |                              | Aliança Renovadora Nacional ARENA                |                              |                                                  |                                                  | 31 de janeiro de 1973                         | 31 de janeiro de 1977  | Prefeito eleito em sufrágio universal                                                                                          |
| 15° | Joacy Nunes Dourado               |                                     |                              | Aliança Renovadora Nacional ARENA                |                              |                                                  |                                                  | 1° de fevereiro de 1977                       | 31 de janeiro de 1983  | Prefeito eleito em sufrágio universal                                                                                          |
| 16° | Hildebrando Seixas de Souza Filho |                                     |                              | Partido do Movimento Democrático Brasileiro PMDB |                              |                                                  |                                                  | 1° de fevereiro de 1983                       | 31 de dezembro de 1989 | Prefeito eleito em sufrágio universal                                                                                          |
| 17° | Luiz Bezerra Sobral               |                                     |                              | Partido Liberal PL                               | Itamar Saraiva               |                                                  | Partido Democrático Social PDS                   | 1° de janeiro de 1989                         | 31 de dezembro de 1993 | Prefeito e vice eleitos em sufrágio universal                                                                                  |
| 17° | Luiz Bezerra Sobral               | Partido Progressista Reformador PPR |                              | Partido Liberal PL                               | Itamar Saraiva               |                                                  |                                                  | 1° de janeiro de 1989                         | 31 de dezembro de 1993 | Prefeito e vice eleitos em sufrágio universal                                                                                  |
| 17° | Luiz Bezerra Sobral               | Partido Progressista Brasileiro PPB |                              | Partido Liberal PL                               | Itamar Saraiva               |                                                  |                                                  | 1° de janeiro de 1989                         | 31 de dezembro de 1993 | Prefeito e vice eleitos em sufrágio universal                                                                                  |
| 18° | Henrique Bezerra Sobral           |                                     |                              | Partido Liberal PL                               |                              |                                                  |                                                  | 1° de janeiro de 1993                         | 31 de dezembro de 1996 | Prefeito e vice eleitos em sufrágio universal                                                                                  |
| 19° | Adalberto Lélis Filho             |                                     |                              | Partido Socialista Brasileiro PSB                | Joacy Nunes Dourado          |                                                  | Partido do Movimento Democrático Brasileiro PMDB | 1° de janeiro de 1997                         | 31 de dezembro de 2000 | Prefeito e vice eleitos em sufrágio universal                                                                                  |
| 19° | Adalberto Lélis Filho             | 1° de janeiro de 2001               | abril de 2004                | Partido Socialista Brasileiro PSB                | Joacy Nunes Dourado          | Prefeito e vice reeleitos em sufrágio universal. | Partido do Movimento Democrático Brasileiro PMDB |                                               |                        | |
| 20° | Joacy Nunes Dourado               |                                     |                              | Partido do Movimento Democrático Brasileiro PMDB | Cargo Vago                   |                                                  | —                                                | abril de 2004                                 | 1° de janeiro de 2005  | Vice-prefeito eleito no cargo de titular, assumiu o mandato após a renúncia do mesmo para candidatar-se a prefeito de Ibipeba. |
| 20° | Joacy Nunes Dourado               | José Marcelino                      |                              | Partido do Movimento Democrático Brasileiro PMDB | Partido dos Trabalhadores PT | 1° de janeiro de 2005                            | 31 de dezembro de 2008                           | Prefeito e vice eleitos em sufrágio universal |                        | |
| 20° | Joacy Nunes Dourado               | José Marcelino                      | Partido dos Trabalhadores PT |                                                  | Partido dos Trabalhadores PT | 1° de janeiro de 2005                            | 31 de dezembro de 2008                           | Prefeito e vice eleitos em sufrágio universal |                        | |
| 21° | Zé das Virgens                    |                                     |                              | Partido dos Trabalhadores PT                     | Paulo Freire                 |                                                  | Partido Social Cristão PSC                       | 1° de janeiro de 2009                         | 31 de dezembro de 2012 | Prefeito e vice eleitos em sufrágio universal                                                                                  |
| 22° | Luizinho Sobral                   |                                     |                              | Partido Trabalhista Nacional PTN                 | Hisidora Sousa               |                                                  | Partido do Movimento Democrático Brasileiro PMDB | 1° de janeiro de 2013                         | 31 de dezembro de 2016 | Prefeito e vice eleitos em sufrágio universal                                                                                  |
| 23° | Elmo Vaz                          |                                     |                              | Partido Socialista Brasileiro PSB                | Ericio Batista               |                                                  | Partido dos Trabalhadores PT                     | 1° de janeiro de 2017                         | 31 de dezembro de 2020 | Prefeito e vice eleitos em sufrágio universal                                                                                  |
| 23° | Elmo Vaz                          | 1º de janeiro de 2021               | 1° de janeiro de 2025        | Partido Socialista Brasileiro PSB                | Ericio Batista               | Prefeito e vice reeleitos em sufrágio universal  | Partido dos Trabalhadores PT                     |                                               |                        | |
| 24° | Murilo Franca                     |                                     |                              | Partido Socialista Brasileiro PSB                | Tertuliano Leal              |                                                  | Partido dos Trabalhadores PT                     | 1° de janeiro de 2025                         | atualidade             | Prefeito e vice eleitos em sufrágio universal.                                                                                 |